# Matrioszka

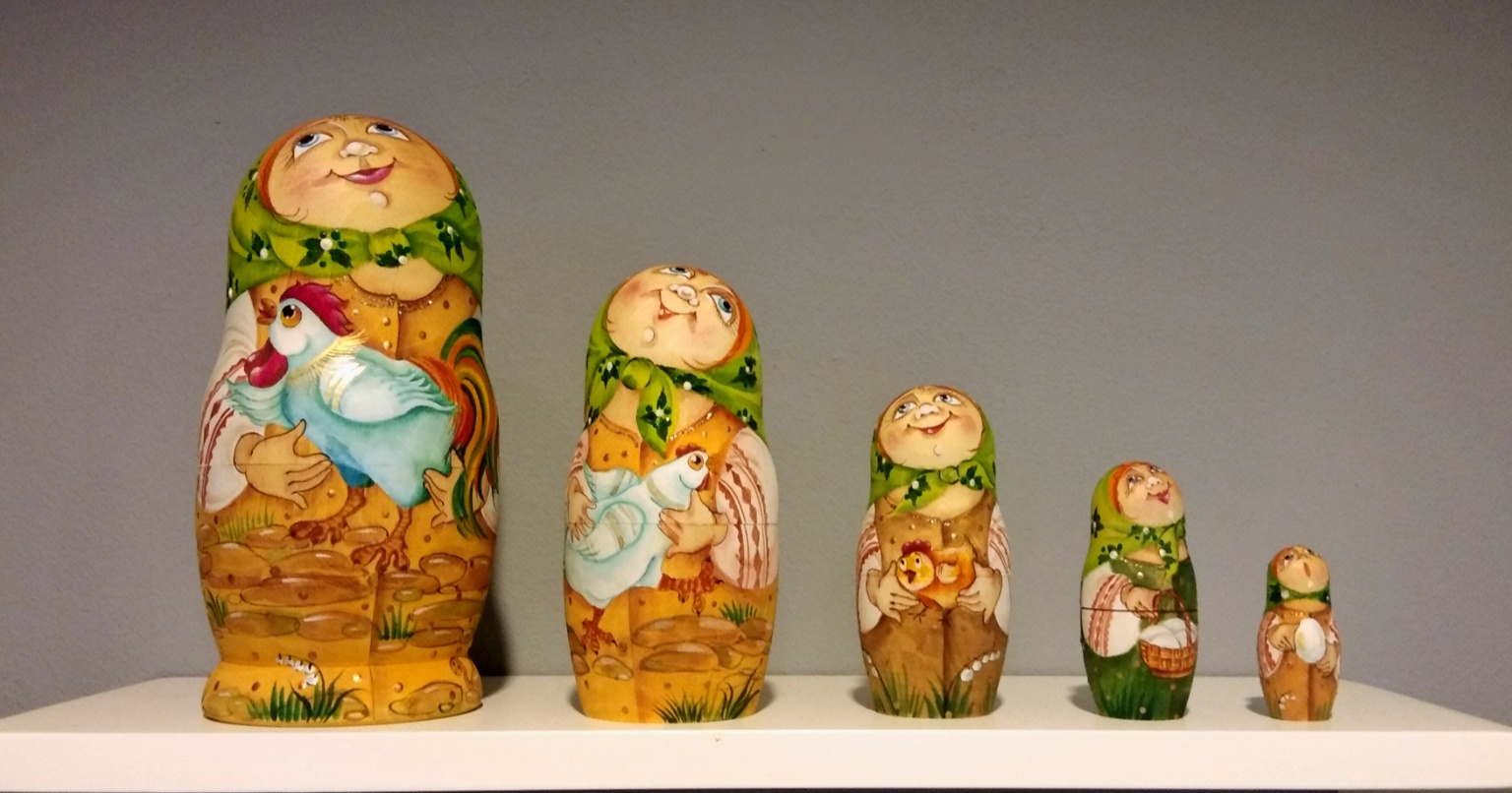
Rosyjska Matrioszka

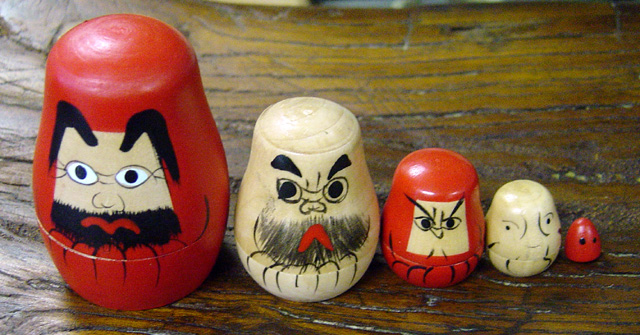
Daruma-matrioszka

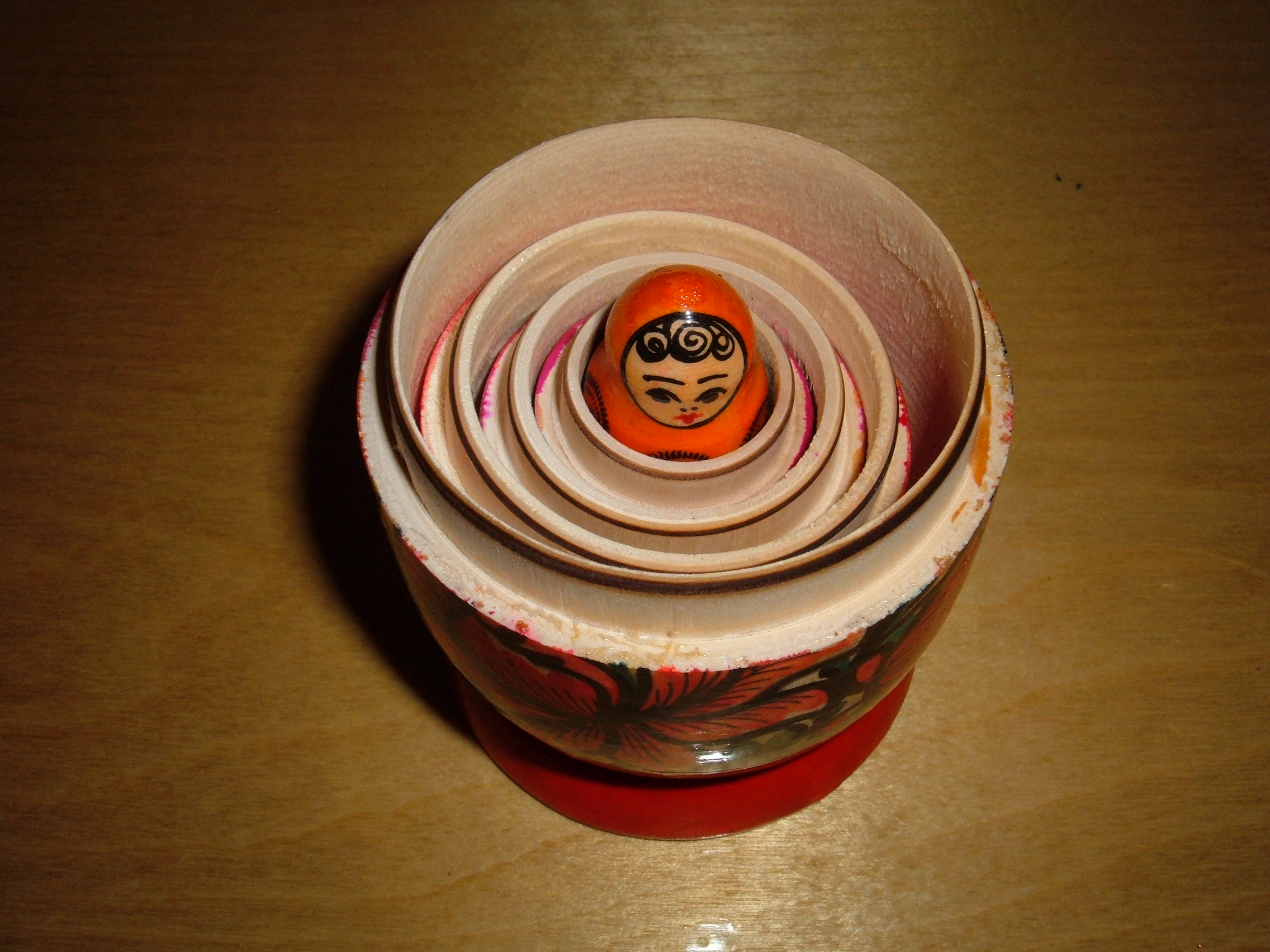
Dolne połówki matrioszki jedna w drugiej. W centrum najmniejsza lalka zestawu.

Matrioszka (ros. матрёшка, zdrobnienie od imienia Matriona) – rosyjska zabawka, złożona z drewnianych, wydrążonych w środku lalek, włożonych jedna w drugą. Lalki są cylindryczne, u góry zaokrąglone, na ogół ręcznie malowane. Postacie na nich przedstawione to tradycyjnie najczęściej dziewczęta ubrane w ludowy strój, ale wersje współczesne mają charakter kreatywny: niektóre przedstawiają znanych polityków, pisarzy, czy postacie historyczne lub zabytki Rosji. Matrioszki kształtem przypominają kręgle, choć są szersze i niższe.
Istnieje opinia, że matrioszka nie jest tradycyjnym wyrobem rosyjskiego rzemiosła, ale powstała w 1890 roku wskutek inspiracji japońskimi lalkami darumy i kokeshi, w tym lalką-wizerunkiem mędrca Fukurumy lub Fukuramy (przeinaczone imię Fukurokuju, jednego z siedmiorga bogów szczęścia), która zawierała w sobie pozostałych sześcioro. Przywiozła je z Japonii żona przemysłowca i mecenasa sztuki, Sawwy Mamontowa (1841–1918). 
Pierwszy rosyjski zestaw lalek został stworzony przez snycerza Wasilija Zwiozdoczkina (1876–1956) i namalowany przez Siergieja Maliutina (1859–1937), który był malarzem ludowym w posiadłości Mamontowa – Abramcewo. Zestaw składał się z ośmiu lalek.  
Żona Sawwy Mamontowa zaprezentowała te lalki na paryskiej wystawie światowej L'Exposition universelle de 1900 (lub L'Exposition de Paris 1900) w 1900 roku, gdzie zabawka zdobyła brązowy medal, a następnie szeroką popularność.

## Użycie
- Białoruski zespół Lapis Trubieckoj wykorzystał nazwę matrioszki dla swojego albumu „Мatrioszka”. Taką nazwę ma również jedna z piosenek albumu. Oprócz tego, stylizowany obraz matrioszki jest obecny na oficjalnej okładce albumu.

Muzea matrioszki działają w kilku rosyjskich miastach.